# 2013 ワールド・ベースボール・クラシック B組

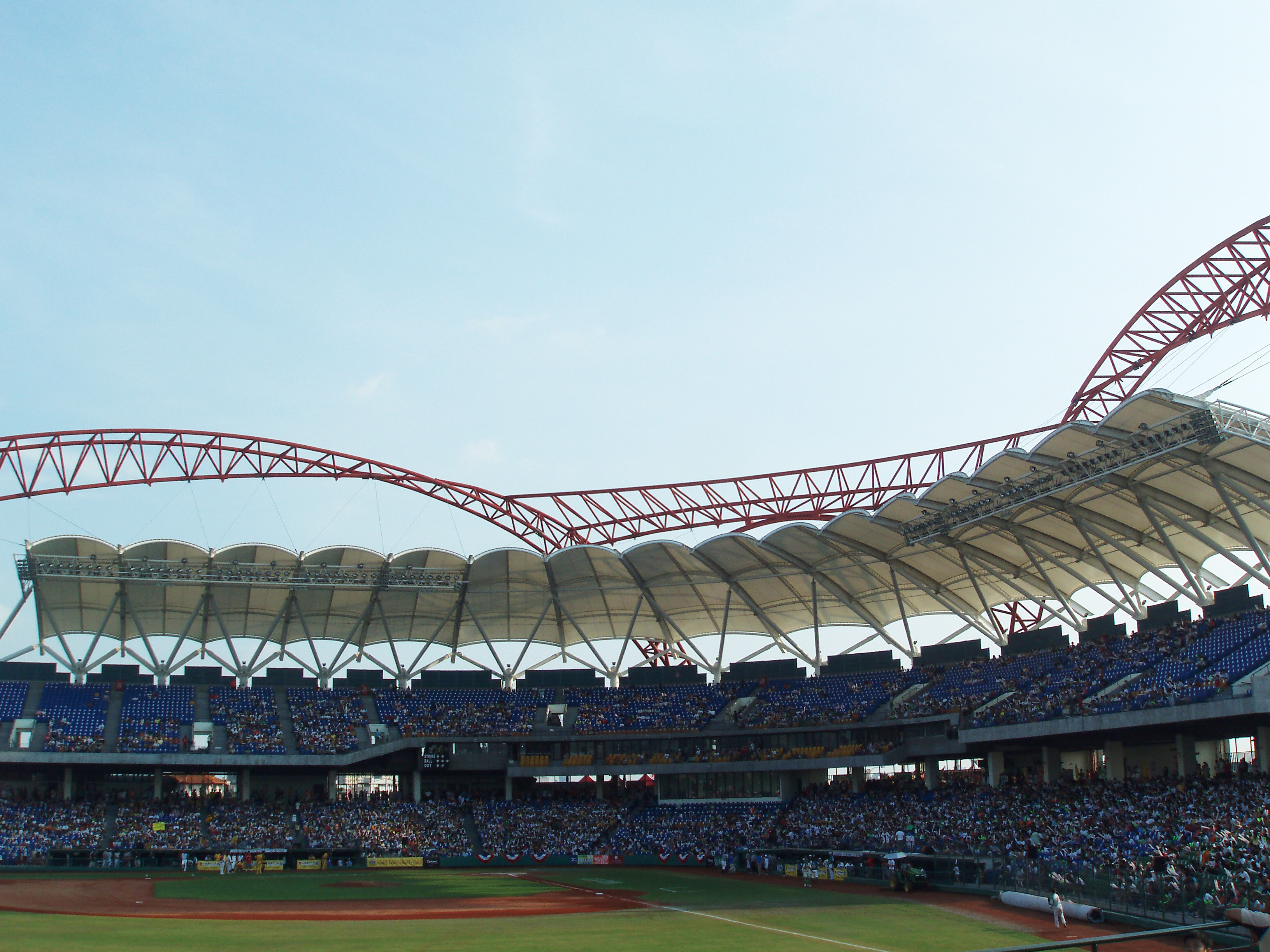
台中インターコンチネンタル野球場

2013 ワールド・ベースボール・クラシック B組（台中ラウンド）（英語：2013 World Baseball Classic Pool B Taichung）は、ワールド・ベースボール・クラシック第3回大会の、台中市で開催された1次リーグ。2013年3月2日から3月5日までの日程で、台中インターコンチネンタル野球場で開催された。

## 大会概要
韓国、オランダ、オーストラリア、チャイニーズタイペイの4代表が出場。総当り戦にて試合を行い、上位2チームが日本で行われる第2ラウンド（東京／東京ドーム）へ出場する。

## 試合結果

### 第1日目（3月2日）：ゲーム1
試合開始時刻：12:30 （試合時間：2時間53分、入場者数：20,035人）
| オーストラリア | 1 - 4 | チャイニーズタイペイ |

|                      | 1 | 2 | 3 | 4 | 5 | 6 | 7 | 8 | 9 | R | H  | E |
| -------------------- | - | - | - | - | - | - | - | - | - | - | -- | - |
| オーストラリア       | 0 | 0 | 0 | 0 | 0 | 0 | 1 | 0 | 0 | 1 | 5  | 0 |
| チャイニーズタイペイ | 1 | 0 | 2 | 0 | 1 | 0 | 0 | 0 | x | 4 | 10 | 0 |

1. 豪：●クリス・オクスプリング、ドゥシャン・ルジック、ワーウィック・サーポルト、アダム・ブライト、ブレンダン・ワイズ、ライアン・ローランドスミス、アンドリュー・ラッセル - マット・ケネリー
2. 台：〇王建民、陽耀勲、郭泓志、（S）陳鴻文 - 高志綱
3. 勝利：王建民 （1勝0敗0セーブ）
4. セーブ：陳鴻文 （0勝0敗1セーブ）
5. 敗戦：クリス・オクスプリング （0勝1敗0セーブ）
6. 本塁打
豪：ステファン・ウェルチ1号ソロ（7回、陽耀勲）
台：彭政閔1号ソロ（5回、ワーウィック・サーポルト）

試合概要　チャイニーズタイペイはオーストラリア打線をステファン・ウェルチのホームランによる1点に抑えて勝利を収めた

### 第1日目（3月2日）：ゲーム2
試合開始時刻：19:30 （試合時間：3時間24分、入場者数：1,085人）
| 韓国 | 0 - 5 | オランダ |

|          | 1 | 2 | 3 | 4 | 5 | 6 | 7 | 8 | 9 | R | H  | E |
| -------- | - | - | - | - | - | - | - | - | - | - | -- | - |
| 韓国     | 0 | 0 | 0 | 0 | 0 | 0 | 0 | 0 | 0 | 0 | 4  | 4 |
| オランダ | 0 | 1 | 0 | 0 | 2 | 0 | 2 | 0 | x | 5 | 10 | 0 |

1. 韓：●尹錫ミン、盧景銀、孫勝洛、車雨燦、鄭大炫、徐在応、呉昇桓 - 姜珉鎬、陳甲龍
2. 蘭：○ディエゴマー・マークウェル、オーランド・イェンテマ、レオン・ボイド、マーク・パベレク - ダシェンコ・リカルド
3. 勝利：ディエゴマー・マークウェル（1勝）
4. 敗戦：尹錫ミン（1敗）

試合概要　オランダが5点を取って韓国に勝つ波乱の展開を収めた。韓国は打線がチャンスを生かせず、投手陣が5失点した。

### 第2日目（3月3日）：ゲーム3
試合開始時刻：14:30 （試合時間：3時間9分、入場者数：20,035人）
| オランダ | 3 - 8 | チャイニーズタイペイ |

|                      | 1 | 2 | 3 | 4 | 5 | 6 | 7 | 8 | 9 | R | H | E |
| -------------------- | - | - | - | - | - | - | - | - | - | - | - | - |
| オランダ             | 0 | 3 | 0 | 0 | 0 | 0 | 0 | 0 | 0 | 3 | 1 | 1 |
| チャイニーズタイペイ | 0 | 1 | 0 | 4 | 0 | 3 | 0 | 0 | x | 8 | 7 | 1 |

1. 蘭：●トム・ストイフバーゲン、シャイロン・マルティス、ジョナタン・イセニア - ダシェンコ・リカルド
2. 台：王躍霖、○潘威倫、曽仁和、王鏡銘、郭泓志、陳鴻文 － 林泓育
3. 勝利：潘威倫（1勝）
4. 敗戦：トム・ストイフバーゲン（1敗）
5. 本塁打
台：陽岱鋼1号2ラン（6回、シャイロン・マルティス）

試合概要 チャイニーズタイペイがオランダに勝利し、2次ラウンド進出に王手をかけた。

### 第3日目（3月4日）：ゲーム4
試合開始時刻：18:30 （試合時間：3時間31分、入場者数：1,481人）
| 韓国 | 6 - 0 | オーストラリア |

|                | 1 | 2 | 3 | 4 | 5 | 6 | 7 | 8 | 9 | R | H  | E |
| -------------- | - | - | - | - | - | - | - | - | - | - | -- | - |
| 韓国           | 3 | 1 | 0 | 0 | 0 | 0 | 1 | 0 | 1 | 6 | 11 | 0 |
| オーストラリア | 0 | 0 | 0 | 0 | 0 | 0 | 0 | 0 | 0 | 0 | 6  | 1 |

1. 韓：宋勝準、朴熙洙、盧景銀、鄭大炫、孫勝洛、呉昇桓 － 姜珉鎬
2. 豪：ライアン・サール、スティーブン・ケント、クレイトン・タナー、シェイン・リンゼイ、ブラッド・トーマス、マシュー・ウィリアムズ、ライアン・ローランドスミス － アラン・デサンミゲル
3. 勝利：宋勝準(1勝)
4. 敗戦：ライアン・サール(1敗)

試合概要　前日敗れた韓国はオーストラリアから6点を取って2次ラウンド進出へ望みをつないだ。オーストラリアは連敗で後がなくなった。

### 第4日目（3月5日）：ゲーム5
試合開始時刻：12:30 （試合時間：2時間50分、入場者数：1,113人）
| オーストラリア | 1 - 4 | オランダ |

|                | 1 | 2 | 3 | 4 | 5 | 6 | 7 | 8 | 9 | R | H | E |
| -------------- | - | - | - | - | - | - | - | - | - | - | - | - |
| オーストラリア | 0 | 0 | 0 | 0 | 0 | 0 | 1 | 0 | 0 | 1 | 8 | 2 |
| オランダ       | 1 | 3 | 0 | 0 | 0 | 0 | 0 | 0 | x | 4 | 8 | 1 |

1. 豪：●ドゥシャン・ルジック、クリス・オクスプリング、アンドリュー・ラッセル - マット・ケネリー、アラン・デサンミゲル
2. 蘭：○ロブ・コルデマンス、デビッド・バーグマン、ジョニー・バレンティナ、レオン・ボイド、Sルーク・ファンミル - ダシェンコ・リカルド
3. 勝利：ロブ・コルデマンス（1勝）
4. セーブ：ルーク・ファンミル（1S）
5. 敗戦：ドゥシャン・ルジック（1敗）
6. 本塁打
蘭：ジョナサン・スコープ1号2ラン（2回、ドゥシャン・ルジック）

試合概要 オランダが初回と2回に得点を挙げて、オーストラリア打線を1失点に抑えて2勝1敗で2次ラウンド進出を決めた。オーストラリアは1次ラウンド敗退となった。

### 第4日目（3月5日）：ゲーム6
試合開始時刻：19:30（試合時間：3時間27分、入場者数：23,431人）
| チャイニーズタイペイ | 2 - 3 | 韓国 |

|                      | 1 | 2 | 3 | 4 | 5 | 6 | 7 | 8 | 9 | R | H | E |
| -------------------- | - | - | - | - | - | - | - | - | - | - | - | - |
| チャイニーズタイペイ | 0 | 0 | 1 | 1 | 0 | 0 | 0 | 0 | 0 | 2 | 8 | 1 |
| 韓国                 | 0 | 0 | 0 | 0 | 0 | 0 | 0 | 3 | x | 3 | 8 | 1 |

1. 台：陽耀勲、王鏡銘、羅錦龍、●郭泓志（0-1） － 高志綱
2. 韓：張元準、盧景銀、朴熙洙、孫勝洛、○張洹三、（S）呉昇桓－ 姜珉鎬、陳甲龍
3. 勝利：張洹三 （1勝）
4. セーブ：呉昇桓 （1セーブ）
5. 敗戦：郭泓志 （1敗）
6. 本塁打
韓：姜正浩1号ソロ（8回、郭泓志）

試合概要　
韓国は8回に逆転したものの初戦のオランダ戦の5失点が響き、失点率の関係で初めて1次ラウンドで敗退した。チャイニーズ・タイペイは初めて2次ラウンド進出を決めた。また試合中には金正恩のプラカードを掲げる事件があった。試合終了後にはチャイニーズ・タイペイの選手たちがマウンドに国旗を立てるパフォーマンスを行った。

## 最終順位
| 順位 | 国・地域             | 勝 | 負 | 得点 | 失点 | 差  |
| ---- | -------------------- | -- | -- | ---- | ---- | --- |
| 1    | チャイニーズタイペイ | 2  | 1  | 14   | 7    | +7  |
| 2    | オランダ             | 2  | 1  | 12   | 9    | +3  |
| 3    | 韓国                 | 2  | 1  | 9    | 7    | +2  |
| 4    | オーストラリア       | 0  | 3  | 2    | 14   | -12 |

※1 - 3位は当該チーム同士の対戦における得失点率による。

## テレビ・ラジオ中継

### 日本国内での放送

#### テレビ中継
J SPORTSで全試合生中継された。